# Палемоний
Палемоний или Палемон (др.-греч. Παλαίμων, «Борец») — в древнегреческой мифологии сын Гефеста или Этола. Согласно Аполлонию сын Лерна. Родом из Олена (либо из Калидона) в Этолии. Участник экспедиции аргонавтов. Подобно своему отцу — Гефесту, Палемоний был хромым. Это увечье исследовательница Аза Тахо-Годи считала рудиментом былой демонической мощи предка.